# 拉韦尔西讷 (埃纳省)
拉韦尔西讷（法語：Laversine，法語發音：[lavɛʁsin]）是法国上法兰西大区埃纳省的一个市镇，属于苏瓦松区。

## 地理
拉韦尔西讷（49°21'4"N, 3°10'12"E）面积7.22 平方千米，位于法国上法蘭西大區埃纳省，该省份为法国北部内陆省份，北起北部省，西接索姆省和瓦兹省，东临阿登省和马恩省，西南至塞纳-马恩省，东北部与比利时接壤。
与拉韦尔西讷接壤的市镇（或旧市镇、城区）包括：昂布勒尼、克夫尔和瓦尔瑟里、屈特里、蒙蒂尼朗格兰、莫特方丹、圣邦德里。

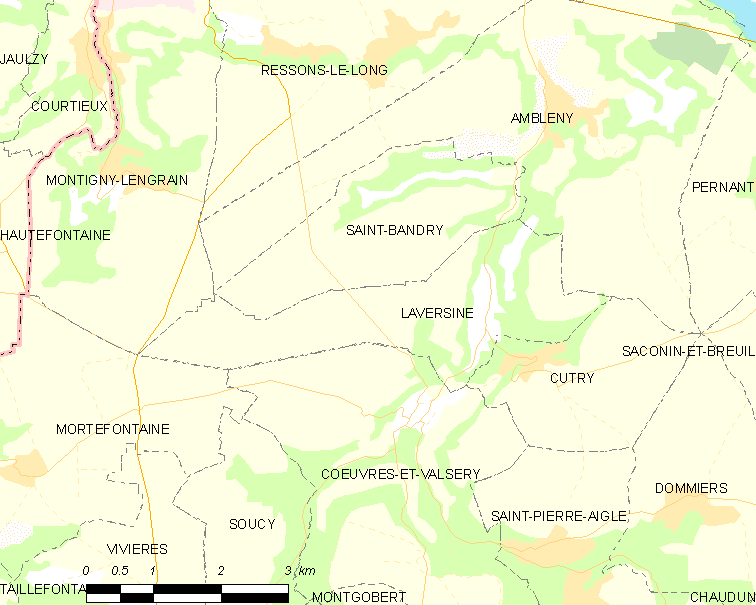
的OSM定位图

拉韦尔西讷的时区为UTC+01:00、UTC+02:00（夏令时）。

## 行政
拉韦尔西讷的邮政编码为02600，INSEE市镇编码为02415。

## 政治
拉韦尔西讷所属的省级选区为埃纳河畔维克县。

## 人口

1962-2008年间人口变化图示

拉韦尔西讷于2022年1月1日时的人口数量为156人。